# Nebojša Zorkić
Nebojša Zorkić, född 21 augusti 1961 i dåvarande Jugoslavien, är en jugoslavisk basketspelare som tog tog OS-brons 1984 i Los Angeles. Detta var Jugoslaviens tredje medalj i rad i basket vid olympiska sommarspelen. 